# Gamla Uppsala

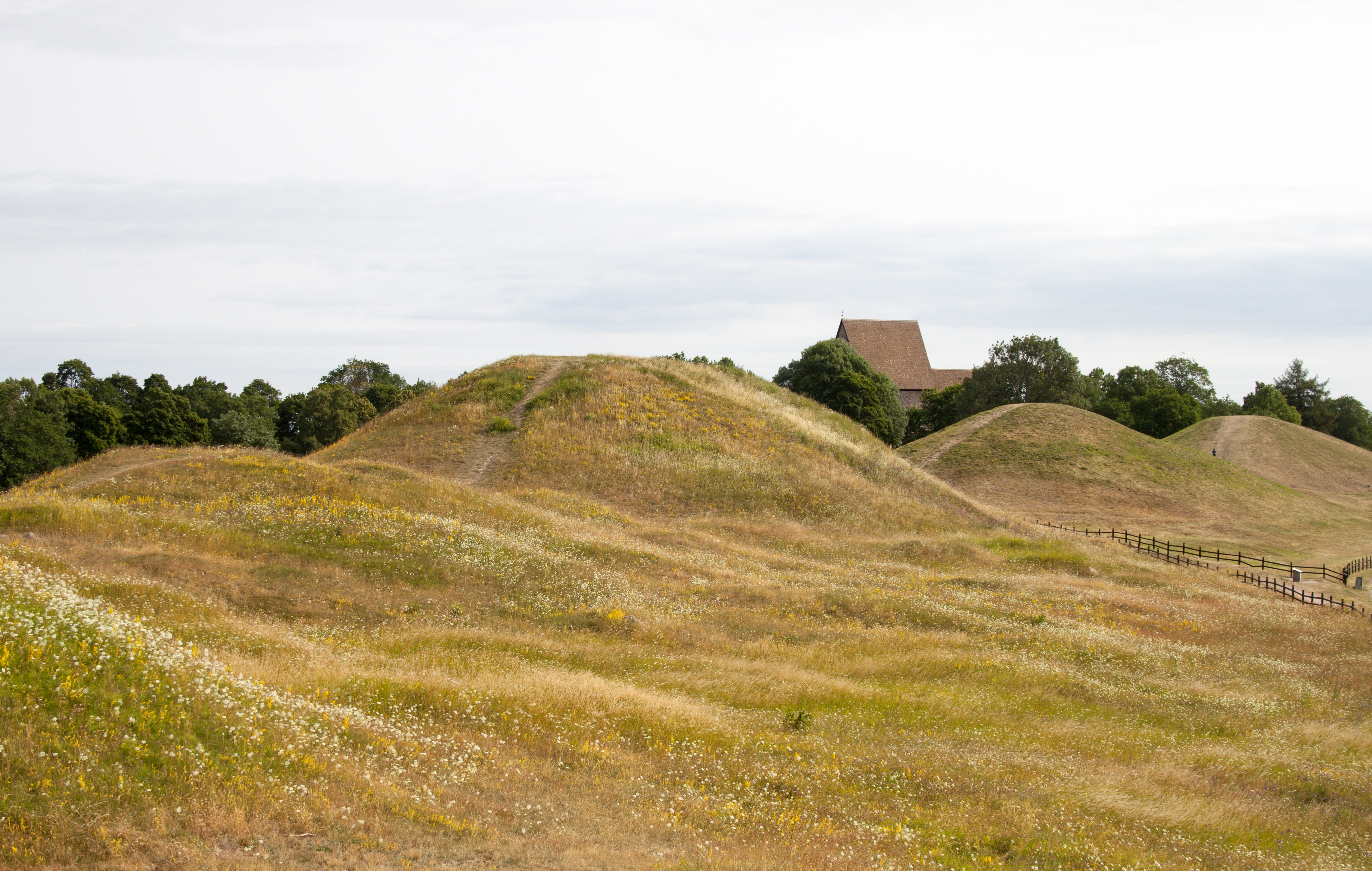
A királyi halomsírok, mögöttük a templom

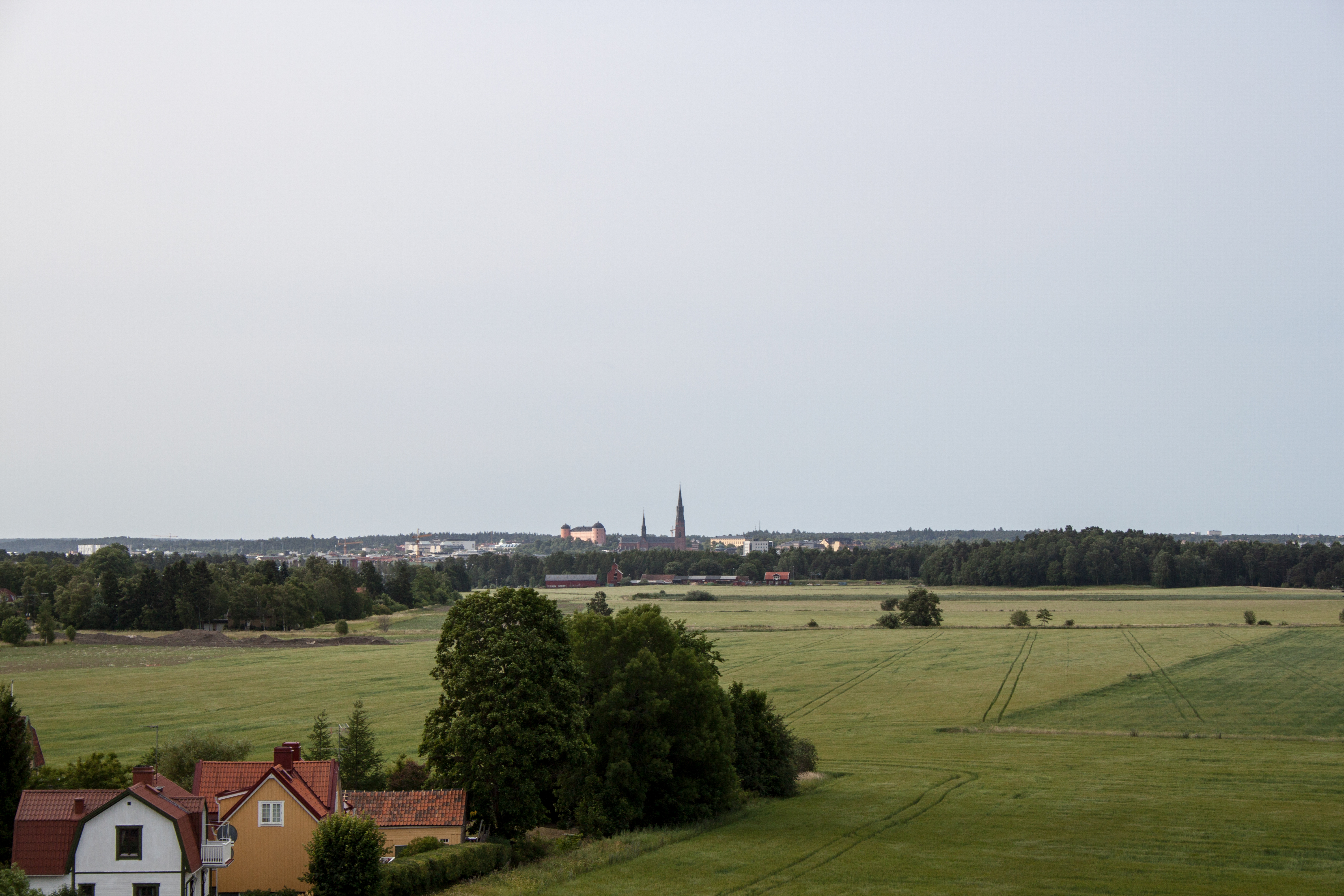
A mai Uppsala a távolban a keleti sírdombról

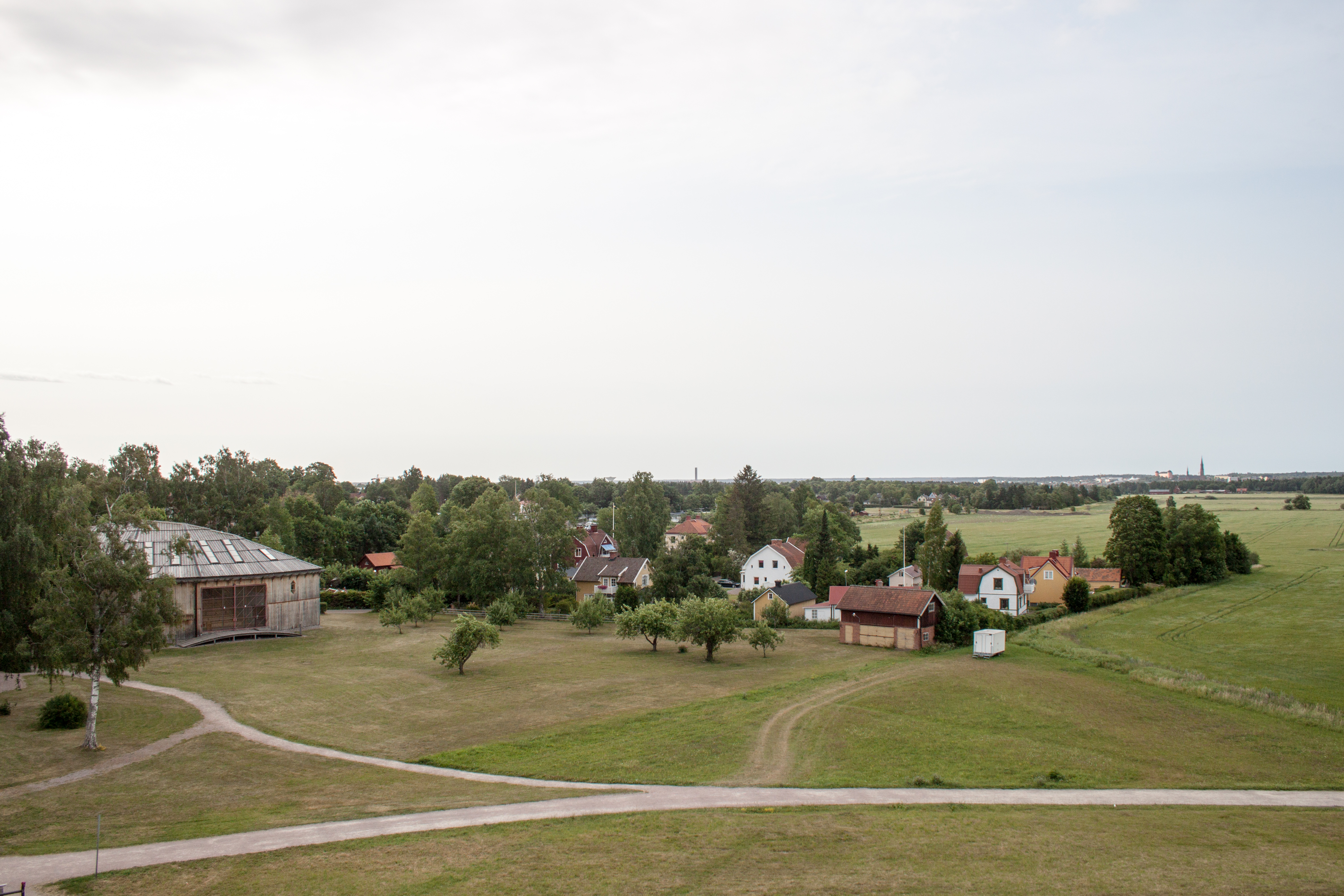
Az új múzeum épülete és lakóházak

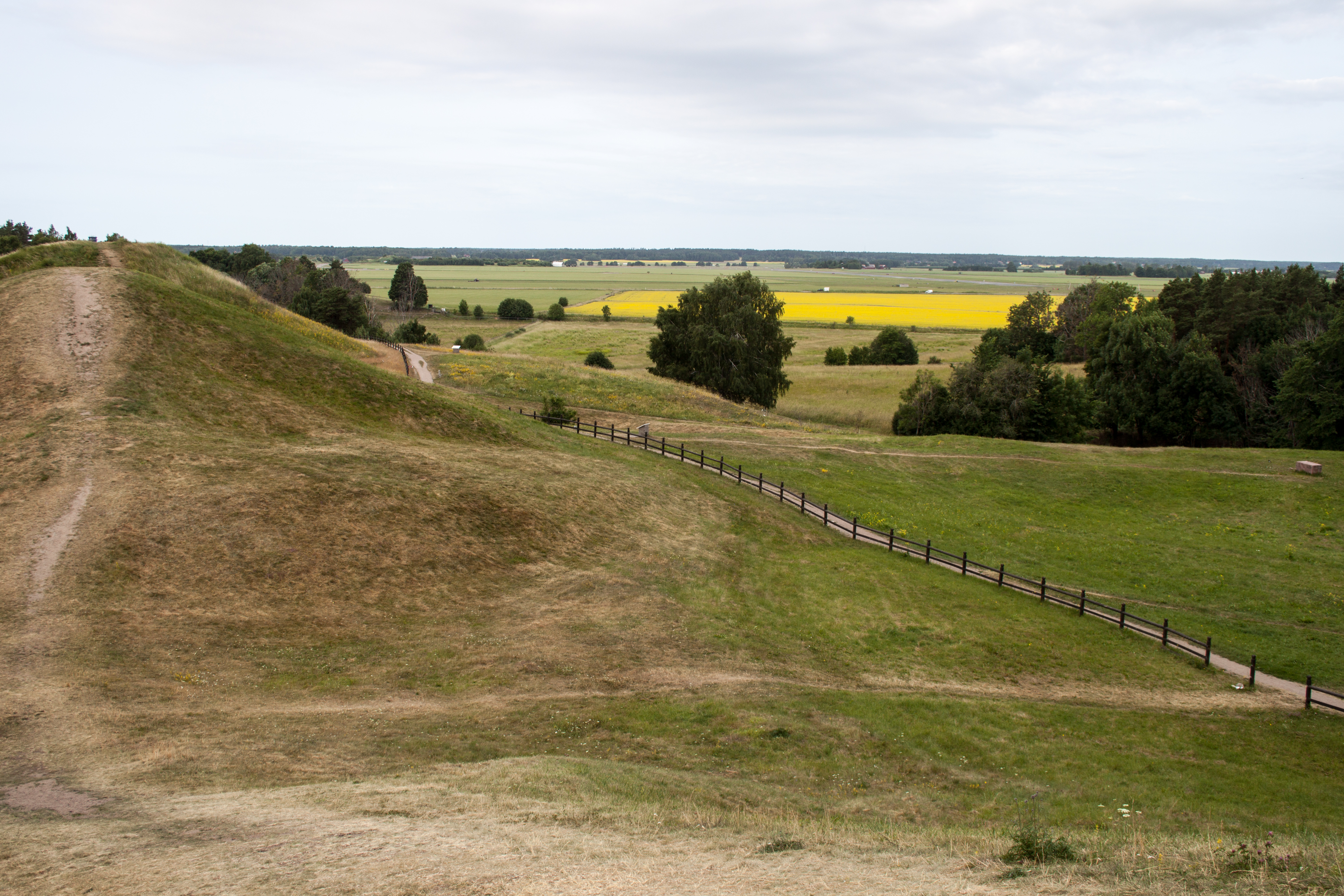
Látkép az egykori tengeröböl felé

Gamla Uppsala, azaz Ó-Uppsala ma Uppsala városrésze, de eredetileg ez a történelmi település viselte az Uppsala nevet és volt a svéd állam kialakulásának legalábbis egyik legfontosabb központja, az írott történelem előtti időszak vezető személyiségeinek temetkezési helye.

## Nevének etimológiája
Az uppsala a svéd upp „felső” és sala „(egy helységből álló) házak” összetétele. A svéd történészek mai álláspontja szerint valószínűleg a máig fennmaradt, kiépített teraszokon valaha állott törzsfői, királyi házakra utal az elnevezés. A gamla svéd szó jelentése régi, öreg.

## Földrajzi helyzete
A helység földrajzi helyzete geológiailag nagyon frissen alakult ki. A legutóbbi jégkorszak elmúltával, mintegy 10 000 évvel ezelőtt, a több kilométer vastag jégtakaró súlyától megszabadulva a Skandináv-félsziget egészével együtt ez a földdarab, a később Uppland tartomány is gyors emelkedésnek indult, ami a történelmi időszakban is folytatódott. Az ember mindössze 7000 évvel ezelőtt vándorolt be erre a vidékre. Az újkőkorszakban, i. e. 3000 körül e helyen a tengervíz szintje a szárazföldhöz képest még a mainál 33 méterrel magasabban állt. A korai bronzkorban, i. e. 1500 közül ez 25 méterre, a helyi vaskorszakra, i. e. 500-ra 15 méterre, és a viking korra (800-1050 között) 7 méterre csökkent. A terület tehát egy szigettenger volt, ami fokozatosan egyre jobban kiemelkedett a tengerből. A híres uppsalai halomsírok létrehozásukkor még egy tengeröböl partján feküdtek. A víz helyén ma szántóföldek vannak, a tenger visszahúzódott, illetve annak maradványa a közelben az édesvizűvé vált Mälaren tó, ami időközben lefűződött a tengerről. Az 1980-as években Uppsalától 20 kilométerre települések nyomait fedezték fel az i. e. 2500 körüli időből egy korabeli partvonal mentén, ami ma mintegy 40 méterre van a tengerszint felett. Ezek az emberek a vadászat és halászat mellett már bizonyos növénytermesztést is folytattak.
A mai tudósok mintegy hat hajózó utat azonosítottak, ami a korabeli tengerszint mellett Uppsala környékén találkozott, és amelyek mind távolabbi vidékekre biztosították az eljutást az akkori fő közlekedési eszközzel. A hajózási útvonalakat szárazföldi utak egészítették ki, amelyek a helységnevek végén fennmaradt, gázlót jelentő vad szócskák, valamint a korábbi utak mentén elhelyezett rúnakövek is jól mutatnak. Uppsala ezért is lett a későbbi Uppland tartomány és egyben az egész korai svéd társadalom, legalábbis egyik, központi területe. A Mälaren-tó környékén talált mintegy 250 000 régészeti lelőhely közül 150 000 Upplandban, azaz Uppsala környékén került felszínre. Egy másik központ volt Falköping környéki alföld Västergötland tartomány területén, amit az úgynevezett „Västergötland-iskola” a svéd állam bölcsőjének tart, de itt „csak” 30 000 lelőhelyet azonosítottak.
Az Uppsala jelentőségét kiemelő hajózási útvonalakat azonban a földfelszín emelkedése fokozatosan elzárta. A legtovább Långhundra felé lehetett hajózni a Husby-Långhundra-Skepptuna-Vidbo és végül a mai Åkersberga vonalán. A hajózási lehetőség megszűnése a helység közlekedési, gazdasági, majd politikai jelentőségének gyors hanyatlásához vezetett.

## Története
Uppsalát már a i. sz. 8. században keletkezett óangol Beowulf monda is megemlíti. A 10. században, már a viking időkben keletkezett Ynglingatal, az egyik norvég királyi ház eredetmondája megemlékezik Adilsról, a sveák királyáról, aki leesett lováról Uppsalában és így lelte halálát. Skåne tartományban a 10. század végéről származó két rúnakő feliratán is szerepel, hogy az elhunyt „nem futott el Uppsalánál”, a kor híres csatájára, a dánok és a svédek között az Uppsala környéki Fyris-folyó mellett vívott fýrisvellir-i csatára utalva.
Az ősi település a történelmi Svealand tartomány központja lehetett. A viking kort megelőző késői, északi vaskorszak idején ez a terület egy förde partján feküdt, és egy sor vízi út találkozóhelye volt. A mai Fyris-folyó akkor még itt is hajózható volt, és Östra Arosnál (ami keleti folyótorkolatot jelentett a régi svéd nyelvben, lásd Västerås, ami nyugati folyótorkolatot jelent) ömlött a tengerbe. (Ebből az Östra Arosból lett később az „új” Uppsala.)
A központi fekvés miatt tették a korszak törzsi vezetői, „királyai” hatalmi központjukká ezt a települést, és itt temették el őket haláluk után a máig fennmaradt látványos halomsírokba, amelyek közül a három legnagyobbat a 6. századra datálják.
A keresztény térítés Hamburg felől érkezett Uppsalába. Brémai Ádám 1075 körül azt írta – hallomás alapján – Uppsaláról, hogy messze földön híres pogány templom áll ott, amelyet dúsan díszítettek arannyal, három istent imádnak benne, és körülötte szent liget terül el, aminek a fáira áldozati állatok és emberek testeit aggatták fel.
Svédország nagyhatalmi korszakában, a 17. században id. Olof Rudbeck, az Uppsalai Egyetem orvosprofesszora és rektora, polihisztor és hazafias történész, azt az elméletét kívánta igazolni, hogy Svédország volt a nyugati civilizáció bölcsője. Ásatásokat is végzett Gamla Uppsalában, hogy bizonyíthassa, a Gamla Uppsala temploma helyén valaha állott pogány kultuszhely azonos az atlantiszi Apollo-templommal, és mintául szolgált a római építészet számára. Elméleteit 1679-ben megjelent Atlantica című munkájában publikálta.

## Nevezetességei

### Halomsírok
Gamla Uppsala fő nevezetességei a halomsírok, amik körül a legnagyobbakat királysíroknak nevezik. A három legmagasabb Svédország legnagyobb hasonló emlékei közé tartozik, csak a Västerås mellett található Anund-halomsír nagyobb náluk.